# 莫雷縣 (喬治亞州)
莫雷縣（英語：Murray County）是美國喬治亞州西北部的一個縣。面積898平方公里。根據美國2000年人口普查，共有人口36,506。縣治查茲窩斯（Chatsworth）。
成立於1832年，縣名紀念曾任州眾議院議長的湯馬斯·W·莫雷。